# Federação Nacional dos Sindicatos da China
A Federação Nacional dos Sindicatos da China (FNSC) é o centro sindical nacional e a organização popular da República Popular da China. É o maior sindicato do mundo, com 302 milhões de membros em 1.713.000 organizações sindicais primárias. A FNSC está dividida em 31 federações regionais e 10 sindicatos industriais nacionais. A FNSC é o único sindicato legalmente autorizado do país, ao qual todos os sindicatos de nível empresarial devem estar afiliados. Tem havido disputa sobre se a FNSC é um sindicato independente ou mesmo um sindicato.  Dirige uma faculdade pública, a Universidade Chinesa de Relações Trabalhistas.

## História
A Federação foi fundada em 1925  (p130)quando o "Segundo Congresso Nacional do Trabalho" da China se reuniu em Cantão com 277 delegados representando 540.000 trabalhadores e adotou a Constituição da Federação Sindical de Toda a China. Entre 1922 e 1927, a organização floresceu, tal como o controle do Partido Comunista Chinês sobre o movimento sindical. O movimento operário cresceu enormemente, particularmente nos três centros industriais e comerciais de Cantão, Hong Kong e Xangai, mas também teve algum sucesso organizacional noutras cidades, como Wuhan.  A FNSC foi restringida em 1927 pelo governo recentemente estabelecido do regime nacionalista sob Chiang Kai-shek, que ordenou a execução de milhares de quadros do PCC e dos seus simpatizantes como parte de uma repressão ao comunismo. Todos os sindicatos liderados pelo Partido Comunista foram banidos e substituídos por sindicatos amarelos leais a ele (por exemplo, a “Federação Chinesa do Trabalho”, que desde então se transformou num sindicato independente). 
Com a ascensão de Mao Zedong em 1949, a ACFTU foi estabelecida como o único centro sindical nacional da China, mas foi novamente dissolvida em 1966, na sequência da Revolução Cultural, em favor de comités revolucionários. Após a morte de Mao em 1976, em Outubro de 1978 a ACFTU realizou o seu primeiro congresso desde 1957. Desde o início da década de 1990 é regulamentada pela Lei Sindical da República Popular da China. 

## Relação com o estado

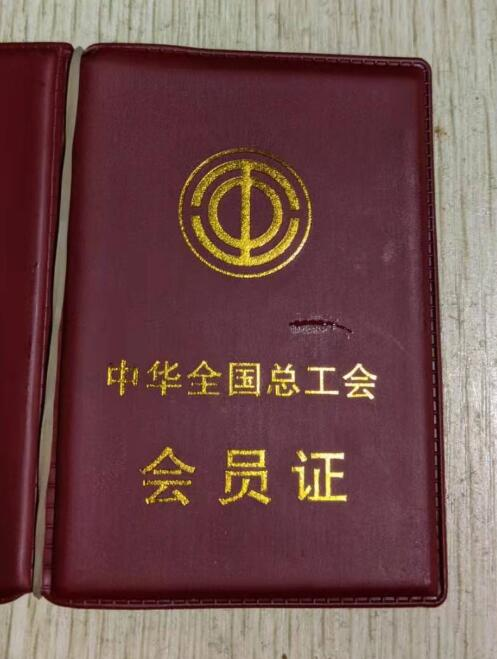
Cartão de membro da FNSC

A FNSC defende os interesses dos trabalhadores dentro do PCC e do governo.  (p130)Também procura abordar questões de saúde e segurança ocupacional e supervisiona a política industrial.  (p84)
O ativista da FNSC, Guo Wencai, disse que as eleições democráticas eram um padrão fundamental para medir a eficácia de um sindicato e observou que a prática dos chefes de empresas chinesas de "nomear líderes sindicais ou designar alguém do seu departamento de recursos humanos para atuar como líder sindical dificulta a independência do sindicato e a sua capacidade de proteger os direitos dos trabalhadores." 

A Confederação Internacional de Sindicatos Livres (atual Confederação Sindical Internacional) mantém a posição de que a FNSC não é um sindicato independente, afirmando na sua política:
Existem diferentes abordagens entre os afiliados da CISL e as Federações Sindicais Globais relativamente aos contactos com a FNSC, que vão desde “nenhum contacto” até “diálogo construtivo”. A CISL, observando que a FNSC não é uma organização sindical independente e, portanto, não pode ser considerada como uma voz autêntica dos trabalhadores chineses, reafirma o seu pedido a todos os afiliados e Federações Sindicais Globais que tenham contactos com as autoridades chinesas, incluindo a FNSC, para se envolver em um diálogo crítico. Isto inclui denunciar violações dos direitos fundamentais dos trabalhadores e dos direitos sindicais em tais reuniões, especialmente no que diz respeito a casos de detenção de activistas sindicais e dos direitos laborais. 